# Loboptera truncata
Loboptera truncata är en kackerlacksart som beskrevs av Lucien Chopard 1936. Loboptera truncata ingår i släktet Loboptera och familjen småkackerlackor.
Artens utbredningsområde är Marocko. Inga underarter finns listade i Catalogue of Life.